# Eye Haïdara
Eye Haïdara (Boulogne-Billancourt, 7 de març de 1983) és una actriu franco - maliana.

## Primers anys i formació
Nascuda de pares maliens (el seu pare també té orígens marroquins) que van tornar a viure al sud de Bamako (Mali), Eye Haïdara va començar al teatre sota l'impuls del seu professor de l'escola primària, boulevard Bessières al 17 districte de París. Després d'una trajectòria escolar tradicional, batxillerat amb opció de teatre al Lycée Racine de París el 2001 i després d'un DEUG en Arts Escèniques a la Sorbonne Nouvelle Paris 3 el 2003, Eye va assistir a classes d'actuació a Acting International sota la direcció de Robert Cordier.

## Carrera
Va ser l'any 2007, sota la direcció d' Audrey Estrougo, que va debutar al cinema a Regarde-moi. L'any 2008, se la pot veure a Film Socialisme de Jean-Luc Godard.
L'any 2010, va tornar al teatre, després de diverses experiències cinematogràfiques, a Les Voix de la gare du Nord de Claire Simon. Aquest mateix any, s'incorpora a l'Acadèmia Internacional de Teatre i va actuar en tres muntatges del Théâtre de Lorient, La place Royale, Guantánamo i La Faculté (creació al Festival d'Avinyó 2012) dirigida per Éric Vigner, fundador de l'Acadèmia.
El 2015, va protagonitzar la pel·lícula La Taularde d'Audrey Estrougo.
El 2016, va ser sota la direcció de Tommy Milliot, antic company de l'Acadèmia, que va multiplicar els projectes teatrals, sobretot a Lotissement de Frédéric Vossier, espectacle que va guanyar el premi impaciència el 2016 i es va presentar al Festival d 'Avinyó el mateix any.
També va participar en la creació de Qu'elle ne meure de Roland Fichet, posada en escena per Gildas Milin al Théâtre national de Bretagne.
El 2017 va actuar a C'est la vie d'Éric Toledano i Olivier Nakache. Aquest paper li va valdre una nominació al premi Lumières a la millor actriu revelació i al César a la millor esperança femenina.
A principis del 2020, va ser membre del jurat de Cédric Klapisch al 10é Nikon Film Festival.

## Filmografia

### Cinema
- 2007: Regarde-moi d'Audrey Estrougo: Fatimata
- 2010: Film Socialisme de Jean-Luc Godard: la periodista de France 3
- 2011: Jimmy Rivière de Teddy Lussi-Modeste: Fatim
- 2011: Mar Vivo[10] (curtmetratge) de Cyril Brody: Lætitia
- 2011: Implosion[11] de Sören Voigt:[12] Djamile
- 2015: Les Gorilles de Tristan Aurouet: Linda
- 2015: La Taularde d'Audrey Estrougo : Nato Kanté
- 2016: Caramel surprise[13] (curtmetratge) de Fairouz M'Siti: Mawena
- 2016: Opération Comando[14][15] (curtmetratge) de Jan Carlewski:[16] Eye
- 2017: C'est la vie (Le Sens de la fête) d'Éric Toledano i Olivier Nakache: Adèle
- 2019: La Lutte des classes de Michel Leclerc: Dounia
- 2019: Deux Moi de Cédric Klapisch: Djena, la companya de Rémy
- 2020: Le Prince oublié de Michel Hazanavicius: la mare / la reina mare
- 2020: Brutus vs César de Kheiron : Antonia
- 2022: Kung Fu Zohra de Mabrouk El Mechri: Binta
- 2022: Les Goûts et les couleurs de Michel Leclerc: Ivry
- 2022: Les Femmes du square de Julien Rambaldi: Angèle[17]
- 2022: Le Paradis de Zeno Graton: Sophie
- 2022: Pilote de Paul Doucet: Carine
- 2023: Brillantes de Sylvie Gautier: Djamila
- 2023: La Chambre des merveilles de Lisa Azuelos

### Televisió
- 2018: Patriot: Nan Ntep
- 2018: Papa ou maman: Tania
- 2021: Un homme d'honneur: Leïla Diene
- 2022: En thérapie: Inès

## Teatre
- 2019: La Trilogie de la vengeance, text i direcció Simon Stone, théâtre de l'Odéon

## Reconeixements
- Premi Lumières 2018: nominació al Premi Lumières a la millor actriu revelació per C'est la vie
- César 2018: nominació al César a la millor actriu revelació per C'est la vie

## Publicació
- «Quand serons-nous banales?», a Aïssa Maiga (dir.). Noire n'est pas mon métier (en francès). Éditions du Seuil, 3 maig 2018, p. 128. ISBN 978-2-02-140119-6.